# Blues Saraceno
Blues Saraceno (Hartford, Connecticut, 17 de octubre de 1971) es un guitarrista, compositor y productor musical estadounidense. 

## Carrera
En 1994, ingresó en la banda de hard rock, Poison, reemplazando al guitarrista Richie Kotzen, quien fue expulsado por problemas con el baterista Rikki Rockett. Grabó junto a Poison el álbum Crack a Smile. Sin embargo, tuvo que salir de la agrupación luego de que el guitarrista original, C.C. DeVille, retornara a la misma después de algunos años. El álbum fue luego editado con el nombre de Crack a Smile... and More, e incluía catorce canciones grabadas con Saraceno y otras cinco tomadas de antiguas grabaciones de la banda que incluían al mencionado DeVille.
En 2002 fundó la banda Transmission OK, en la que tocaba la guitarra, cantaba y escribía las canciones.

## Discografía

### Como solista
- Never Look Back (1989)
- Plaid (1992)
- Hairpick (1994)
- The Best of Blues Saraceno (2000)
- Dangerous (2016)
- Dark Country 4